# Pseudostomatella
Pseudostomatella is een geslacht van weekdieren uit de klasse van de Gastropoda (slakken).

## Soorten
- Pseudostomatella baconi (A. Adams, 1854)
- Pseudostomatella clathratula (A. Adams, 1854)
- Pseudostomatella coccinea (A. Adams, 1850)
- Pseudostomatella cycloradiata Nowell-Usticke, 1959
- Pseudostomatella decolorata (Gould, 1848)
- Pseudostomatella erythrocoma (Dall, 1889)
- Pseudostomatella martini Poppe, Tagaro & Dekker, 2006
- Pseudostomatella papyracea (Gmelin, 1791)